# Озеро Ліндеро (Агура-Гіллз)
Озеро Ліндеро — штучне озеро в передгір'ї Санта-Моніки та міста Агура-Гіллз, на заході округу Лос-Анджелес, Каліфорнія.
Невелике озеро, оточене приватною забудовою (120 будинків), двома комерційними будівлями на південно-східному куті озера та 9-лункови громадським полем для гольфу, яке має таку ж назву.

## Історія
Озеро Ліндеро раніше належало Кларенсу «Келлі» Джонсону (віце-президент відділу передових продуктів у Бербанку, також відомого як «Skunk Works») та Lockheed Corp. з початку 1940-х до початку 1960-х років. Коли він і його дружина Алтея купили нерухомість, вона називалася «Ранчо Ліндеро». Вони мали дім на нині зрізаному пагорбі, де закінчується сьогодні вулиця Пенрод Драйв. Після продажу ранчо в 1962 році, забудовник викопав озеро поблизу автостради Вентура і назвав нову громаду Озеро Ліндеро. Приміський житловий масив озера Ліндеро був побудований наприкінці 1960-х та на початку 1970-х років на тлі буму житлового будівництва в цьому районі.

## Опис району
Район відносно тихий із середнім та робітничим контингентом.
Синагога є головним центром єврейської культури в цьому районі.
У східній частині озера розташований музей Реєс Адоб. Сьогодні це популярна туристична пам'ятка.